# Mötzer Straße
De Mötzer Straße (L236) is een 5,38 kilometer lange Landesstraße (lokale weg) in het district Imst in de Oostenrijkse deelstaat Tirol. De weg begint bij de Tiroler Straße (B171) ten zuiden van het dorp Mötz (654 m.ü.A.). De weg loopt vervolgens in noordwestelijke richting en passeert achtereenvolgens de Arlbergspoorlijn, de Inntal Autobahn en de Inn. Vervolgens loopt de weg door Mötz richting bedevaartsoord Maria Locherboden en dan verder naar het noorden waar de weg even ten westen van Barwies op de Mieminger Straße uitkomt. Het beheer van de straat valt onder de Straßenmeisterei Imst.